# Nature Physics
Nature Physics — це щомісячний рецензований науковий журнал, який видається Nature Portfolio і присвячений фізиці. Вперше опублікований у жовтні 2005 року.

## Цілі та сфера застосування
Nature Physics публікує як чисті, так і прикладні дослідження з усіх галузей фізики. Журнал охоплює квантову механіку, фізику конденсованого середовища, оптику, термодинаміку, фізику елементарних частинок і біофізику.

### Цілі
Nature Physics публікує статті найвищої якості та важливості в усіх галузях фізики. Зміст журналу відображає основні дисципліни фізики, але також відкритий для широкого кола тем, центральна тема яких входить у межі фізики. Теоретична фізика, особливо там, де доречно експериментувати, також актуальна для журналу.
Nature Physics прагне публікувати найвищі оригінальні дослідження з фізики через справедливий і суворий процес рецензування. Журнал пропонує читачам і авторам високу видимість, доступ до широкої читацької аудиторії, високі стандарти редагування та виготовлення копій, швидку публікацію та незалежність від академічних товариств та інших зацікавлених осіб.
На додаток до публікації первинних досліджень, Nature Physics служить центральним джерелом високоякісної інформації для фізичної спільноти через оглядові статті, новини та погляди, опубліковані основні моменти досліджень щодо важливих подій. у всій фізичній літературі, коментарях, рецензіях на книги та листуванні.

### Сфера застосування
Дослідницькі напрямки, які охоплює журнал, включають, та не обмежуючись:
- Астрофізика і космологія
- Фізика високих енергій і елементарних частинок
- Ядерна фізика
- Фізика плазми
- Атомна і молекулярна фізика
- Хімічна фізика
- Біофізика
- Гідродинаміка
- Електроніка та фізика напівпровідників
- Нанотехнології
- Квантова фізика та квантові технології
- Оптика та фотоніка
- Фізика конденсованих середовищ
- Фізика м'якої речовини
- Статистична фізика, термодинаміка та нелінійна динаміка
- Мережі та складні системи
- Теорія інформації та обчислення
- Геофізика
- Фізична освіта та суміжні теми

## Редакційна команда
У Nature Physics працює спеціальна команда професійних редакторів, які мають відповідні дослідження та досвід редагування. Її очолює Девід Абергель, до складу команди входять Ніна Майнцер, Річард Браєрлі, Єлизавета Дубровіна та Леонардо Беніні (усі – у Лондоні), Стефані Райхерт, Барт Верберк та Дебарчан Дас (усі – у Берліні).
Головний редактор — Девід Абергель.

## Реферування та індексування
- Служба хімічних рефератів – CASSI
- Індекс наукового цитування
- Індекс наукового цитування розширено
- Поточний зміст – фізичні, хімічні науки та науки про Землю

Відповідно до Journal Citation Reports, імпакт-фактор журналу на 2021 рік становить 19,684, що ставить його на 4 місце серед 86 журналів у категорії «Фізика, мультидисциплінарні».
ISSN 1745-2481 (інтернет-журнал), ISSN 1745-2473 (друкований журнал).